# Samtökin ’78
Samtökin ’78 ist die bedeutendste LGBT-Organisation in Island mit Sitz in Reykjavík. Die Organisation setzt sich für die Bürgerrechte homo- und bisexueller Menschen in Island ein und ist als Selbsthilfeorganisation von Lesben und Schwulen in Island tätig. Die Organisation wurde 1978 gegründet.

## Weblink
- Offizielle Website von Samtökin ’78